# Tramwaje w Uruapan
Tramwaje w Uruapan − zlikwidowany system komunikacji tramwajowej w meksykańskim mieście Uruapan.

## Historia
W 1900 spółka Tranvías de Michoacán Uruapan zamówiła w firmie JG Brill Co. w Filadelfii 6 wagonów w tym: 3 wagony pasażerskie i 3 wagony towarowe. System tramwaju konnego uruchomiono około 1900. Linia o długości 2,5 km połączyła miasto z dworcem kolejowym. Data likwidacji linii nie jest znana. 